# Drosophila macroptera (artgrupp)
Drosophila macroptera är en artgrupp inom släktet Drosophila och undersläktet Drosophila. Artgruppen består av fem arter.

## Utseende
Arterna inom artgruppen är rödaktigt gråa i färgen och svåra att skiljas åt utseendemässigt, de två tydliga skillnader som finsn är att Drosophila magnabadia är större än de andra och att Drosophila alafumosa har annorlunda färg på vingarna. Som hos många andra närbesläktade arter inom släktet Drosophila används detaljer i utseendet på hannens könsorgan för att skilja arterna ifrån varandra, honorna går utseendemässigt inte att tydligt skilja från varandra.

## Arter inom artgruppen
- Drosophila alafumosa
- Drosophila aurea
- Drosophila macroptera
- Drosophila magnabadia
- Drosophila submacroptera